# 鵜飼菜穂子
鵜飼菜穂子（うかい なほこ、1959年10月4日 - ）は、愛知県名古屋市出身、岐阜県立長良高等学校卒業の元ボートレーサー。登録第2983号。血液型O型。48期。愛知支部所属。師匠は沢田菊司。公営競技女子最高齢勝利の記録の保持者の一人であった。

## 来歴
父親は銀行員で転勤が多く、宇都宮市や岐阜市、高山市、豊橋市など中部地方を転々とした。岐阜県立長良高等学校を在学中に奈良女子大学を受験したが不合格となり、卒業後は名古屋市で浪人生活を送るがまたも奈良女子大学の受験に失敗する。2年目の浪人生活中に父親に誘われて訪れた蒲郡競艇場で「男女募集」「平均年収1200万円」と書かれた競艇選手募集のポスターを目にし、生来のスピードへの憧れと「女子大を出ても社会で役に立たない」という思いも手伝い、またこれと相前後して当時9年ぶりの女性選手としてデビューしていた田中弓子に憧れたこともあり、競艇選手を志すようになり、本栖研修所に入所した。
研修所を卒業し、デビュー前に蒲郡競艇場で練習している際に大時計に激突する事故を起こし、他の同期よりも半年遅れてのデビュー戦を迎えることとなった。
1989年に、優勝回数・勝率・獲得賞金の3部門で女子選手最高の成績を収め、1990年代は
1990年から1992年にかけて女子王座決定戦を3連覇、ファンの人気投票によって選出されるSG笹川賞にも1990年以降通算9回出場。施行者による推薦による出場するSGモーターボート記念や勝率上位選手が出場するSG全日本選手権など、当時女子選手がSGに出る機会が少なかった頃から女子選手のパイオニアとしてSGに出場しており、強豪相手に2度の準優進出を果たしている。
2010年10月の選手登録更新時に視力検査をクリアできず、選手登録を抹消される。この時は引退することを考えたというが、同期の今村豊から「（選手辞めても）何もすることないじゃないか。選手やっとけ」と叱咤され、レーシック手術を受け視力検査をクリアし、翌月に再登録された。
2015年頃から父親の介護のため出走回数の減少を余儀なくされ（父親は2019年に逝去）、4期連続で規定勝率を達成することができずに2020年10月29日限りで引退した。通算成績7077戦1692勝。今村も同年10月8日に引退しており、男女のレジェンドレーサーが同時期に去ることとなった。
2022年2月20日より、ボートレースとこなめ公式Youtubeチャンネル「にゃんこの目」において、講談師の旭堂南鷹と番組の司会進行を務める。

## 戦歴
- 1980年、第48期選手養成員として本栖研修所に入所。
- 1981年11月5日から蒲郡競艇場で開催された一般戦でデビュー。[14]。
- 1981年11月28日から丸亀競艇場で開催された一般戦で初勝利を挙げる。
- 1982年6月24日から住之江競艇場で開催された一般戦で初優出、初優勝。
- 1988年2月5日から蒲郡競艇場で開催された G1「第33回東海地区選手権」でG1初出場。
- 1990年3月1日から多摩川競艇場で開催された G1「第3回女子王座決定戦」6日目（最終日）第12R優勝戦に勝利し[15]、優勝を飾る。
- 1990年3月21日から平和島競艇場で開催された SG「第25回総理大臣杯」でSG初出場。
- 1991年3月2日から蒲郡競艇場で開催された G1「第4回女子王座決定戦」6日目（最終日）第12R優勝戦に勝利し[15]、2年連続で優勝する。
- 1992年2月29日から戸田競艇場で開催された G1「第5回女子王座決定戦」6日目（最終日）第12R優勝戦に勝利し[15]、3連覇を果たす。
- 1997年9月23日から福岡競艇場で開催された 一般戦「日本モーターボート選手会長杯争奪戦」6日目（最終日）第10Rに出場し、1コースから逃げを決めて勝利[16]。通算1000勝達成。
- 2001年2月27日から多摩川競艇場で開催された G1「第14回女子王座決定戦」6日目（最終日）第12R優勝戦に進出[17]。（1号艇1コース .18のスタート 3着）[注 1]
- 2006年11月22日から蒲郡競艇場で開催された 一般戦「日本モーターボート選手会会長杯争奪戦」5日目（最終日）第12R優勝戦に勝利し[18]、56回目の優勝を飾る。結果として、現役最後の優勝となった。
- 2008年4月15日から宮島競艇場で開催された G1「第9回競艇名人戦」に女性レーサーとして初めて出場し、1着2本の成績を挙げた。
- 2009年12月12日から丸亀競艇場で開催された 一般戦「艇友ニュースアダムスキーカップ争奪男女Ｗ優勝戦」3日目第3Ｒに出場し、2コースから差しを決めて勝利[19]。通算1500勝達成。
- 2020年10月24日からボートレース常滑で開催された 一般戦「ヴィーナスシリーズ第15戦常滑シンデレラカップ」に出場、6日目（最終日）第8Rに1号艇で出場し、イン逃げを決める[20]。同レースを以って現役を引退した[21]。

## 人物・エピソード
- 蒲郡でのデビュー戦ではいきなりセンターの3コースに入った。本来新人選手はデビューしてすぐは事故防止のため大外の6コースからレースを覚えていくのが不文律であることから、鵜飼の3コース進入は前代未聞の出来事であった。本人は「他の選手からは何も言われなかったけど、レース後に競技委員長に呼び出されてむちゃくちゃ怒られた（笑）」と当時を振り返っている[8]。
- 上瀧和則・西島義則と同様に典型的なイン屋として知られる。特に女子戦ではかつて前付けから高確率で1コースを奪っていたが、その後1号艇＝枠主張の波に押されて2・3コースで折り合うケースがかなり増えてきている。
- 海野ゆかりや永井聖美が競艇場で鵜飼のレースを見て競艇選手を志した。
- ワイン好きである。ワインセラーが宝物で、「ワインを飲むこと」が健康法と語っている。2006年女子王座決定戦でのチャリティーオークションではワインセラーをサイン入りで出品した。また、2008年11月に名古屋ワイン文化大使に任命された。
- 趣味は手芸とゲームである[8]。
- 実況アナウンサーからは「インの鬼姫」（北嶋興）[22]・「東海の女王蜂」（内田和男）などと呼ばれている。

## 主なタイトル
- 女子王座決定戦（1990年・多摩川競艇場）
- 女子王座決定戦（1991年・蒲郡競艇場）
- 女子王座決定戦（1992年・戸田競艇場）

## 戦績
- 出走回数：7077回
- 1着回数：1692回
- 優出回数：196回
- 優勝回数：56回
- フライング(F)回数：49回
- 出遅れ(L)回数：3回
- 通算勝率：5.78
- 2連対率：42.65
- 3連対率：57.07
- 生涯獲得賞金：732,298,248円